# Château de Blany
 (décembre 2017).
Si vous disposez d'ouvrages ou d'articles de référence ou si vous connaissez des sites web de qualité traitant du thème abordé ici, merci de compléter l'article en donnant les références utiles à sa vérifiabilité et en les liant à la section « Notes et références ».
Le château de Blany est situé sur la commune de Laizé en Saône-et-Loire.

## Description
Le château primitif a disparu et, dans son état actuel, il consiste en une construction de la seconde moitié du XIXe siècle, dressée au milieu d'un vaste parc.
Le château, propriété privée depuis 1998, ne se visite pas.

## Historique
- 1967 : achat du château et de son parc par la ville de Mâcon qui en fait un centre aéré.